# Requiem for a Dying Song
Requiem for a Dying Song è un singolo del gruppo musicale statunitense Flogging Molly, pubblicato nel 2008. È arrivato in 35ª posizione nella classifica Alternative Songs, pubblicata dalla rivista statunitense Billboard.

## Tracce
1. Requiem for a Dying Song – 3:30